# Liste der Straßennamen von Frankfurt am Main/T

## Ta
Tacitusstraße, Heddernheim
Publius Cornelius Tacitus (55–120), römischer Senator, glänzender Redner und Geschichtsschreiber. Sein hier bekanntestes Werk ist die Germania, in der er die Herkunft und Sitten der Germanen schildert. Was liegt näher, als seiner in Heddernheim, wo die römische Stadt Nida war, durch einen Straßennamen zu gedenken.
Tagetesweg, Frankfurter Berg
die Studentenblume, lat. Tagetes, gab ihm seinen Namen
Tannenkopfweg, Schwanheim
nach einer Gemarkung in der Nähe von Roßdorf/Hanau, wo 1907 jungsteinzeitliche Brandgräber gefunden wurden. Diese Wetterauer Brandgräber stellten sich jedoch später als Fälschung heraus.
Tarnowitzer Straße, Griesheim
Tarnowitz, polnischer Name Tarnowskie Góry, Stadt in der Nähe von Bytom/Beuthen Schlesien
Taschnerstraße, Bergen-Enkheim (bis 1977 Kegelbahnstraße)
nach dem Ausbildungsberuf der Taschner oder Täschner, die (Leder-)Taschen aller Art herstellen und von denen einige Kleinbetriebe bis in die 1960er in dieser Straße ansässig waren.
Taufsteinweg, Eckenheim
nach der höchsten Erhebung im Vogelsberg, dem mächtigsten erloschenen Vulkan Mitteleuropas, dessen Lavaausläufer bis nach Frankfurt kamen. Siehe Basaltstraße.
Taunustor und Taunusanlage, Innenstadt; Taunusstraße, Bahnhofsviertel
Diese drei Straßen befinden sich am früheren Standort des ersten Frankfurter Bahnhofs, des 1839 eröffneten Taunusbahnhofs, der Endstation der Taunus-Eisenbahn.

## Te
Telemannstraße, Westend
Georg Philipp Telemann (1681–1767) war ein berühmter Komponist und Dirigent. 1712–1721 städtischer Musikdirektor in Frankfurt
Tempelgasse, Harheim
beim Abbruch des Tempelhofes in der Tempelgasse 3 legte man 1938 eine große Steinfläche frei, ebenso wurde ein römischer Gutshof und einige Grabstätten gefunden. So konnte die frühere Besiedlung durch die Römer in diesem 1972 nach Frankfurt eingemeindeten Stadtteil nachgewiesen werden. Mehrere Straßennamen tragen diesem Umstand Rechnung.
Teplitz-Schönauer-Straße, Sachsenhausen
Teplitz-Schönau, tschechisch Teplice, Stadt und Kurort im nördlichen Böhmen. Viele von dort Vertriebene haben nach dem Zweiten Weltkrieg in Frankfurt eine neue Heimat gefunden.
Tevesstraße, Gallus
Alfred Teves, (1868–1953) war Gründer der Alfred Teves GmbH, die 1998 in der Continental Teves AG & Co. oHG aufgegangen ist. Das Frankfurter Werk liegt in Rödelheim.
Textorstraße, Sachsenhausen-Nord
Die Textors (latinisiert von Weber) waren eine angesehene Frankfurter Patrizierfamilie. Johann Wolfgang Textor war Stadtschultheiß, seine Tochter Catharina Elisabeth war die Mutter Johann Wolfgang von Goethes.

## Th
Thea-Rasche-Straße, Flughafen
Thea Rasche (1899–1971), deutsche Pilotin und Journalistin, erste Deutsche mit Kunstflugschein, international unter dem Namen „Flying Fräulein“ bekannt geworden
Theobald-Christ-Straße, Ostend
Benannt nach dem Kinderarzt Dr. med. Johann Theobald Christ (1777–1841), Stifter des Dr. Christ'schen Kinderhospitals (heute Clementine Kinderhospital) in dieser Straße. Früherer Straßenname Theobaldstraße (nach dem Vornamen von Dr. Christ).
Theobald-Ziegler-Straße, Eckenheim
Theobald Ziegler (1846–1918), Philosophie-Professor und Pädagoge aus Straßburg, ab 1911 in Frankfurt wohnhaft.
Theodor-Fischer-Weg, Praunheim
Theodor Fischer (1862–1938) war Architekt und Stadtplaner. U.a. stammt von ihm das Hessische Landesmuseum in Kassel und das in Wiesbaden
Theodor-Haubach-Weg, Riederwald
Dr. phil. Theodor Haubach (1896–1945), geboren in Frankfurt, Schriftsteller und Redakteur, führendes Mitglied im Reichsbanner, wurde als Widerstandskämpfer des 20. Juli 1944 in Berlin-Plötzensee hingerichtet.
Theodor-Heuss-Allee, Westend
Theodor Heuss (1884–1963), erster Bundespräsident von 1949 bis 1959, Gründungsmitglied der FDP, Mitglied im Parlamentarischen Rat, der das Grundgesetz für die Bundesrepublik Deutschland entwarf. Im Dritten Reich zeitweise mit Schreibverbot belegt. Ursprünglicher Name von ca. 1890 bis kurz nach dem Zweiten Weltkrieg war Bismarck Allee, danach bis zur Benennung nach Theodor Heuss Rheingau-Allee
Theodor-Neubürger-Straße, Niederursel
Professor Dr. Theodor Neubürger (1830–1915), Geheimer Sanitätsrat, Sifter und bedeutender Frankfurter Hausarzt und Herzspezialist. Errichtete 1904 die „Neubürger-Stiftung für experimentelle Therapie“. Diese wird während der Nazidiktatur in „Institut für Kolloidforschung“ umbenannt; Neubürger war Jude.
Theodor-Stern-Kai, Sachsenhausen (1937–1945 Skagerrakufer)
Die Witwe des Bankiers Theodor Stern (1837–1900) stiftete 1901 500.000 Mark für die medizinische Forschung, die für den Bau eines der an dieser Adresse liegenden Forschungsgebäude der Universitätsklinik verwendet wurden.
- Während der Nazidiktatur benannte Frankfurt nach Juden benannte Straßen um. Der neue Name des Theodor-Stern-Kais diente nun der Kriegspropaganda, indem er an die Seeschlacht am Skagerrak 1916 erinnerte.

Theodor-Storm-Straße, Ginnheim
Theodor Storm (1817–1888), deutscher Schriftsteller. Am bekanntesten ist sein Werk Der Schimmelreiter.
Theodor-Thomas-Straße, Bonames
Theodor Thomas (1876–1955) war Redakteur der „Stimme der Arbeit“, Frankfurter Stadtverordneter und Mitbegründer der Akademie der Arbeit.
Theodor-W.-Adorno-Platz, Westend-Nord
Theodor W. Adorno (1903–1969), geboren in Frankfurt, Sozialphilosoph, der aufgrund seiner jüdischen Abstammung 1938 ins Exil ging, 1949 zurückkehrte und als Professor an der Uni Frankfurt lehrte. Spielte eine bedeutende Rolle bei der 68er-Bewegung, als deren geistiger Ziehvater er geziehen wurde. Im Jahre 2014 wurde der ehemalige Theodor-W.-Adorno-Platz an der Varrentrappstraße/Robert-Mayer-Straße/Emil-Sulzbach-Straße in Tilly-Edinger-Platz umbenannt. Somit wurde der Name frei; am 4. Februar 2015 wurde ein Platz hinter dem ehemaligen IG-Farben-Haus auf dem Campus-Westend-Gelände (der sog. Campusplatz) in Theodor-W.-Adorno-Platz umbenannt. Mit der Hausnummer 1 ist dies die neue, offizielle Adresse der Goethe-Universität.
Therese-Herger-Anlage, Nied
Therese Herger, geb. Studinski (1890–? (Deportation nach Ravensbrück August 1943)). Therese Herger wurde in London geboren und stammte aus einer polnisch-jüdischen Familie. Sie heiratete 1915 in Frankfurt-Höchst den nichtjüdischen Arbeiter Johann Herger aus Sendelbach in Bayern und hatte zwei Kinder. Ihr Todesdatum ist nicht bekannt, lediglich das Datum der Deportation nach Ravensbrück.
Thielenstraße, Eschersheim
Karl von Thielen (1832–1906), königlich preußischer Staatsminister, Direktor des Reichseisenbahnamtes, geadelt 1900.
Thiotmannstraße, Höchst
Ein fränkischer Gutsbesitzer namens Thiotmann vermachte um 790 dem Kloster Lorsch Güter. Die Urkunde liefert die ersten Hinweise auf den Ort Höchst, damals als „villa hostat“ bezeichnet.
Thorwaldsenstraße und Thorwaldsenplatz, Sachsenhausen
Bertel Thorvaldsen (1770–1844), bedeutender dänischer Bildhauer und Direktor der Kunstakademie in Kopenhagen. Schuf für die Familiengruft der Bethmann-Hollweg auf dem Frankfurter Hauptfriedhof ein Grabmal; u. a. das Gutenberg-Denkmal in Mainz stammt von ihm.
Ab 1913 auf der bis 1875 verlaufenden Trasse der Lokalbahn bebaut, ergab sich aufgrund der Kurvenführungen an der Straße ein verbleibendes Dreieck; der so entstandene Platz wurde wie die Straße 1911 nach dem berühmten Bildhauer benannt.
Throner Straße, Bornheim
Das Kloster Thron (thronus sanctae mariae) war ein Zisterzienserinnenkloster bei Wehrheim im Taunus.
Thudichumstraße, Rödelheim
Ludwig Thudichum (1798–1863) war evangelischer Pfarrer in Rödelheim. Sein Sohn Friedrich folgte ihm im Amt nach
Thurn-und-Taxis-Platz, Innenstadt
Das Adelsgeschlecht von Thurn und Taxis erhielt im 16. Jahrhundert vom Kaiser quasi ein Postmonopol, das erst 1806 erlosch. Die private Thurn-und-Taxis-Post mit dem Hauptsitz in Frankfurt setzte die Tätigkeit fort, bis 1867 der preußische Staat den Verkauf an ihn erzwang und die Aktivitäten, nach der Gründung des Deutschen Reiches 1871, letztlich in die Reichspost überführte. Das prächtige Palais Thurn und Taxis stand an der Großen Eschenheimer Straße, hinter seinen Resten sind der Thurn-und-Taxis-Platz sowie das Palaisquartier entstanden. In Konkurrenz mit der Post des (katholischen) Kaisers stand zeitweise die Post der (evangelischen) Landgrafen von Hessen, vgl. dazu Eintrag zum Straßennamen Hainer Hof.

## Ti
Tiberiusstraße, Heddernheim
Tiberius (42 v. Chr. bis 37 n. Chr.), 2. römischer Kaiser. Eroberte für Rom das Alpengebiet, gab aber nach der Schlacht im Teutoburger Wald die Expansionspolitik in Germanien auf.
Tillystraße, Nied
Benannt nach Johann T’Serclaes von Tilly (1559–1632), dem siegreichen Feldherren der Katholischen Liga, der in der Schlacht bei Höchst die Protestantische Union unter Christian von Braunschweig-Wolfenbüttel schlug. Frankfurt, das mit den Protestanten sympathisierte, musste ihm eine hohe Kontribution bezahlen, um nicht niedergebrannt zu werden („Brandschatzung“). Vor der Nieder Eingemeindung 1928 Mittelstraße.
Tilly-Edinger-Platz, Westend-Süd
der ehemalige Theodor-W.-Adorno-Platz an der Varrentrappstraße/Gräfstraße, Tilly Edinger (1897–1967) war Paläontologin und Begründerin der Paläoneurologie.
Tilsiter Straße, Bockenheim
Tilsit, russisch Sowjetsk, im ehemaligen Ostpreußen gelegene Stadt. Den Jüngeren unter uns nur noch als Käsesorte bekannt. Weitere Namen mit Ostpreußenbezug in der Nachbarschaft (z. B. Rossittener, Königsberger, Elbinger, Lötzener Str.).
Tischbeinstraße, Sachsenhausen
Malerfamilie. Berühmt wurde Johann Heinrich Wilhelm Tischbein (1751–1829), der 1787 Goethe auf seiner Italienreise begleitet und porträtiert hatte. Sein bekanntestes Bild Goethe in der Campagna hängt im Städel und wird häufig für Werbezwecke entfremdet.
Tituscorso und Titusstraße, Heddernheim
Titus (39–81), römischer Kaiser 79–81 nach Kaiser Vespasian, ist besonders durch die Niederschlagung des jüdischen Aufstandes bekannt geworden. In seine Regierungszeit fiel der Ausbruch des Vesuvs, der Pompeji zerstörte.

## To
Töngesgasse, Altstadt
Verballhornt von „Antonis Gass“, nach dem dortigen Antoniterkloster. Diese katholische Ordensgemeinschaft unterhielt seit 1441 auch in Höchst ein Kloster, das seinerseits am Standort des heutigen Kapuzinerklosters eine Dependance hatte.
Toni-Sender-Straße, Sossenheim
Toni Sender (1888–1964), geboren in Wiesbaden-Biebrich, Politikerin, SPD-Reichstagsabgeordnete, 1933 emigriert.
Töplitzstraße, Sachsenhausen (1937–1945 Robert-Koch-Straße)
Julius Töplitz (1850–1918) und Ehefrau Betty, jüdisches Ehepaar, begründete eine Stiftung für Volksbildungszwecke und Kriegshinterbliebene.
- Robert Koch (1843–1910), Geheimer Medizinalrat, Bakteriologe

Tornowstraße, Bockenheim
Eugen Tornow (1834–1904), Bauunternehmer. 1908 postume Stiftung für wissenschaftliche Zwecke, die zum Ausbau des Physikalischen Vereins verwendet wurde.

## Tr
Trajanstraße, Heddernheim
Marcus Ulpius Traianus (53–117), römischer Kaiser ab 98. Unter ihm erlebte das Römische Reich seine Blütezeit.
Trakehner Straße, Bockenheim
Trakehnen, russisch Jasnaja Poljana, Stadt in Ostpreußen. Berühmt für sein Pferdegestüt.
Tränkweg, Schwanheim
Führt vom ehem. Hofgut Goldstein zum Main. Der Flurname ist 1692 erstmals als (Acker) „über dem Tränckweeg“ belegt.
Treburer Straße, Niederrad
Trebur, Gemeinde im Kreis Groß-Gerau
Treisberger Straße, Praunheim
Treisberg, Dorf im Hochtaunus, Ortsteil von Schmitten
Treunerweg, Eschersheim
Die Gebrüder Hermann (1876–1962) und Robert (1877–1948) Treuner fertigten das im Historischen Museum der Stadt ausgestellte Modell der Frankfurter Altstadt
Triebstraße, Seckbach (alt) (seit der Eingemeindung Bergen-Enkheims 1977: Im Trieb)
Verbindung zwischen Wilhelmshöher Straße und Sausee.
Triebstraße, Bergen-Enkheim
Sie wurde bereits im 13. Jahrhundert als Viehtrieb zur Leuchte, zum Rangenberg und Wald genutzt.
Trifelsstraße, Niederrad
Die Burg Trifels, bei Annweiler in Rheinland-Pfalz gelegen, beherbergte in Interregnums- und Kriegszeiten die Reichskleinodien
Trierische Gasse und Trierisches Plätzchen, Altstadt
Heute der südliche Teil der Hasengasse südlich der Töngesgasse. Das Plätzchen führte von der Kreuzung Hasen-/Töngesgasse zur südlich gelegenen Lederhalle, die Trierische Gasse von dieser nach Süden zur Schnurgasse, der heutigen Berliner Straße. Hier befand sich der Handelshof der Trierer Kaufleute in der Handelsmetropole Frankfurt. Die heutige Straße Im Trierischen Hof erinnert daran, liegt aber etwas östlich der ehemaligen Gasse, eher im Bereich der ehemaligen Lindheimer Gasse.
Triftstraße, Niederrad
Trift bedeutet hier Viehtrieb; also Weg, auf dem das Vieh zur Weide getrieben wurde.
Trümpertstraße, Rödelheim (bis 1935 Cromestraße, früher Haingraben)
Rudolf Wilhelm Karl Trümpert, geboren 1849 in Assenheim, ev. Pfarrer und Historiker in Rödelheim, später Prof. in Darmstadt. 
August Friedrich Wilhelm Crome (1753–1833), Geograph, Statistiker und Staatswissenschaftler, Lehrer am Philanthropin Dessau.

## Tu
Tucholskystraße, Sachsenhausen
Kurt Tucholsky (1890–1935), einer der bedeutendsten Publizisten und Satiriker in der Weimarer Republik. Zeitweise Mitherausgeber der Zeitschrift „Die Weltbühne“. Scharfer Gegner des aufkommenden Nationalsozialismus. 1930 nach Schweden übergesiedelt, wo er sich später das Leben nahm.
Turiner Straße, Sachsenhausen
Turin, ital. Torino, Großstadt im Piemont. Austragungsort der Olympischen Winterspiele 2006.
Turmstraße, Bornheim
nach dem in dieser Straße stehenden Turm der Johanniskirche
Tuchgaden, Altstadt (auch Unter den Tuchgaden)
Die Gasse der Tuchhändler führte diagonal vom Weckmarkt zum (Alten) Markt. Zu letzterem hin war sie durch das Rote Haus abgetrennt, unter dem ein Durchgang hindurchführte.